# Fu Zhongwen
Fu Zhongwen (1903–1994) était un professeur renommé de Tai Chi Chuan. Il fut un élève du célèbre Yang Chengfu, et devint plus tard un membre de la famille en épousant Zou Kuei Cheng, l'arrière-petite fille de Yang Jianhou.
Fu Zhongwen est né à Yongnian dans la province de Hebei. Il commença sa formation auprès de Yang Chengfu dès l'âge de neuf ans. Grâce à son assiduité et son application, sa connaissance et sa maîtrise se développèrent rapidement.
Plus tard, il commença à accompagner Chengfu lors de ses voyages à travers la Chine pour l'aider dans ses démonstrations et son enseignement. Fu Zhongwen acceptait souvent de relever les challenges que lui lançaient d'autres artistes martiaux. Il était souvent envoyé par son maître dans des compétitions de poussée des mains et acquit la réputation d'être imbattable.
En 1994, Fu Zhongwen créa l'Association de Tai Chi de Yongian afin de perpétuer l'œuvre de son maître et de faire connaître le Tai Chi Chuan. Il consacra toute sa vie à cet objectif, et en conséquence, il fut nommé un des "Cent trésors vivants de Chine". Il décéda le 25 septembre 1994, à l'âge de 92 ans. Son fils Fu Shengyuan a depuis repris le flambeau.